# Židovská obec v Kolinci
Židovská obec v Kolinci (dříve německy Kolinetz) je spolehlivě doložena od roku 1654 v berní rule, kde jsou zmíněny čtyři židovské osoby v Kolinci. Stejný počet je uveden pro rok 1724 a 1783. Poté se počet židovských obyvatel zvýšil: v roce 1793 bylo dokumentováno devět židovských rodin s 52 osobami, v 1838 více než šestnáct rodin. Poté, v důsledku emigrace, jejich počet opět klesl: v roce 1880 jich bylo pouze 46 osob (čtyři procenta z celkové populace), v roce 1921 dvacet osob a roku 1930 pouze čtyři osoby.
Kolinecká židovská obec byla přidružena k židovské obci v Klatovech po roce 1918. Podle údajů nacionálněsocialistické správy Protektorátu Čechy a Morava bylo z Kolince deportováno do koncentračních táborů celkem 11 osob, což se očividně nachází v rozporu s údajem o čtyřech osobách žijících v obci roku 1930. Vysvětluje se to částečně tím, že místní protektorátní úřady tíhly k odlišnému, tedy ostřejšímu výkladu norimberských rasových zákonů o tom, kdo má být považován za Žida nebo židovského míšence.
Židovská čtvrť v Kolinci vznikla zhruba na přelomu 18. a 19. století. V roce 1837 je doloženo sedm domů a synagoga. Domy byly umístěny jižně, resp. západně od tehdejšího tržiště. Některé jsou zachovány, i když ne v původním stavu.